# .an
.an је највиши Интернет домен државних кодова (ccTLD) за Холандске Антиле. За администрирање је одговоран Универзитет Холандских Антила.